# Jumièges-i apátság

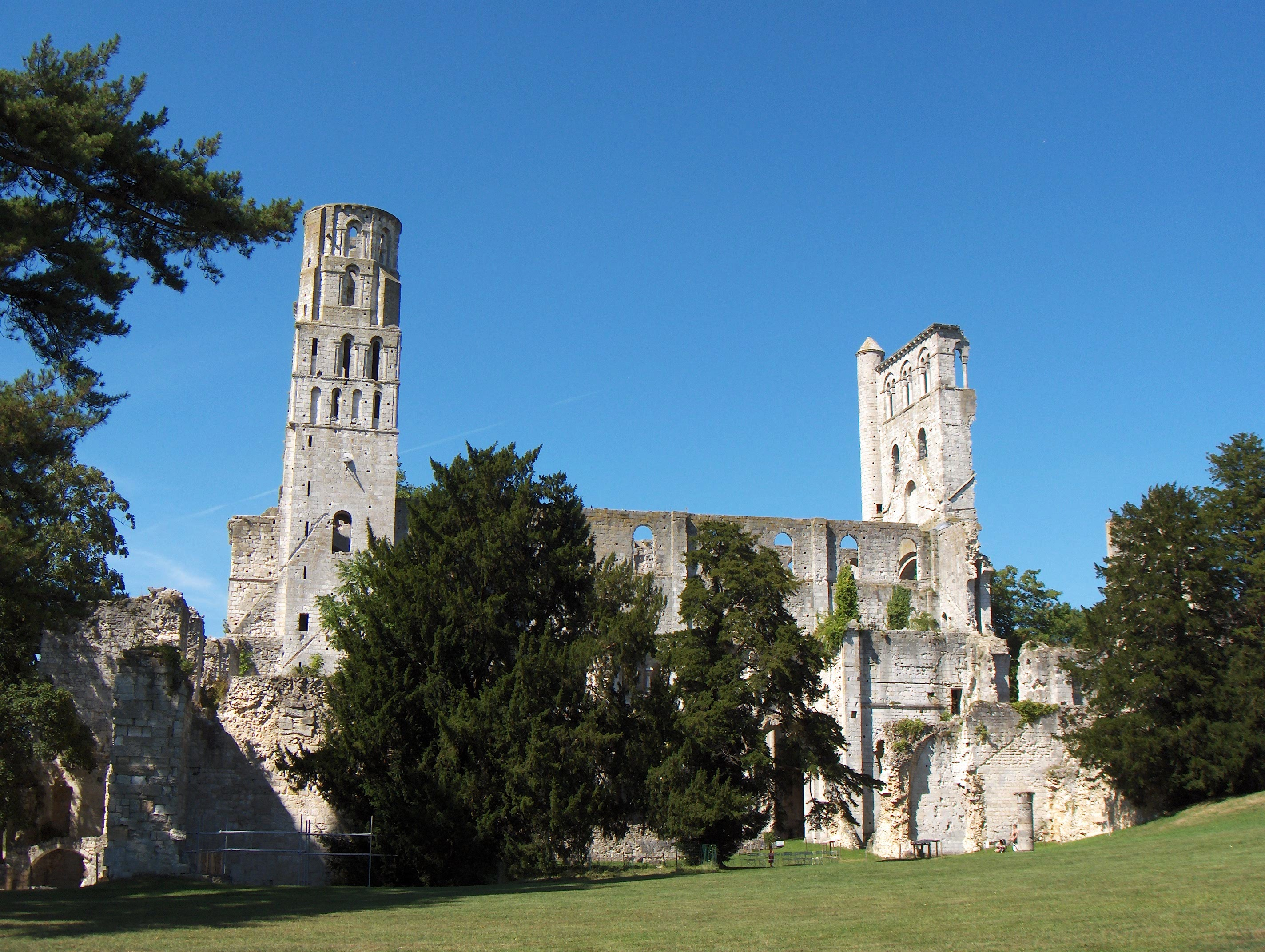
A Notre Dame-templom déli irányból

A jumièges-i apátság egy romokban álló épületegyüttes Észak-Franciaországban, Normandia területén. Az apátságot Szent Filibert alapította a 7. században. A 9. században, a viking támadások során az épület súlyosan megrongálódott, az itt lakó szerzetesek elmenekültek és csak a 10. század közepén települtek vissza. A 11. században újjáépített Notre-Dame templomból napjainkra két rész maradt meg: a váltakozó támaszokkal elválasztott három hajó és a nyugati homlokzat, ahol magas, nyolcszögletű tornyok szegélyezik a portikuszt. Az épületre jellemzők a magasba törő struktúrák, különösen a vékony falakkal szegélyezett főhajóban. A fennmaradt épületrészletek a középkori apátság gazdasági erejének bizonyítékai. A 18. század elején az épületegyüttes magánkézbe került, és olyan súlyos károkat szenvedett, hogy csak a romjai maradtak meg. Az apátság népszerű turisztikai célpont.

## Története

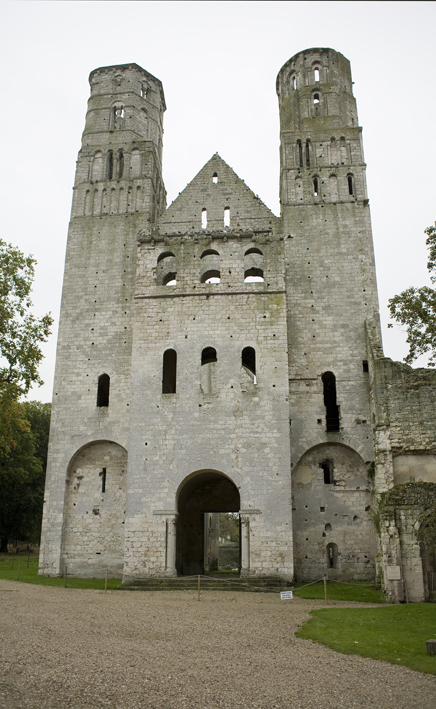
A nyugati homlokzat

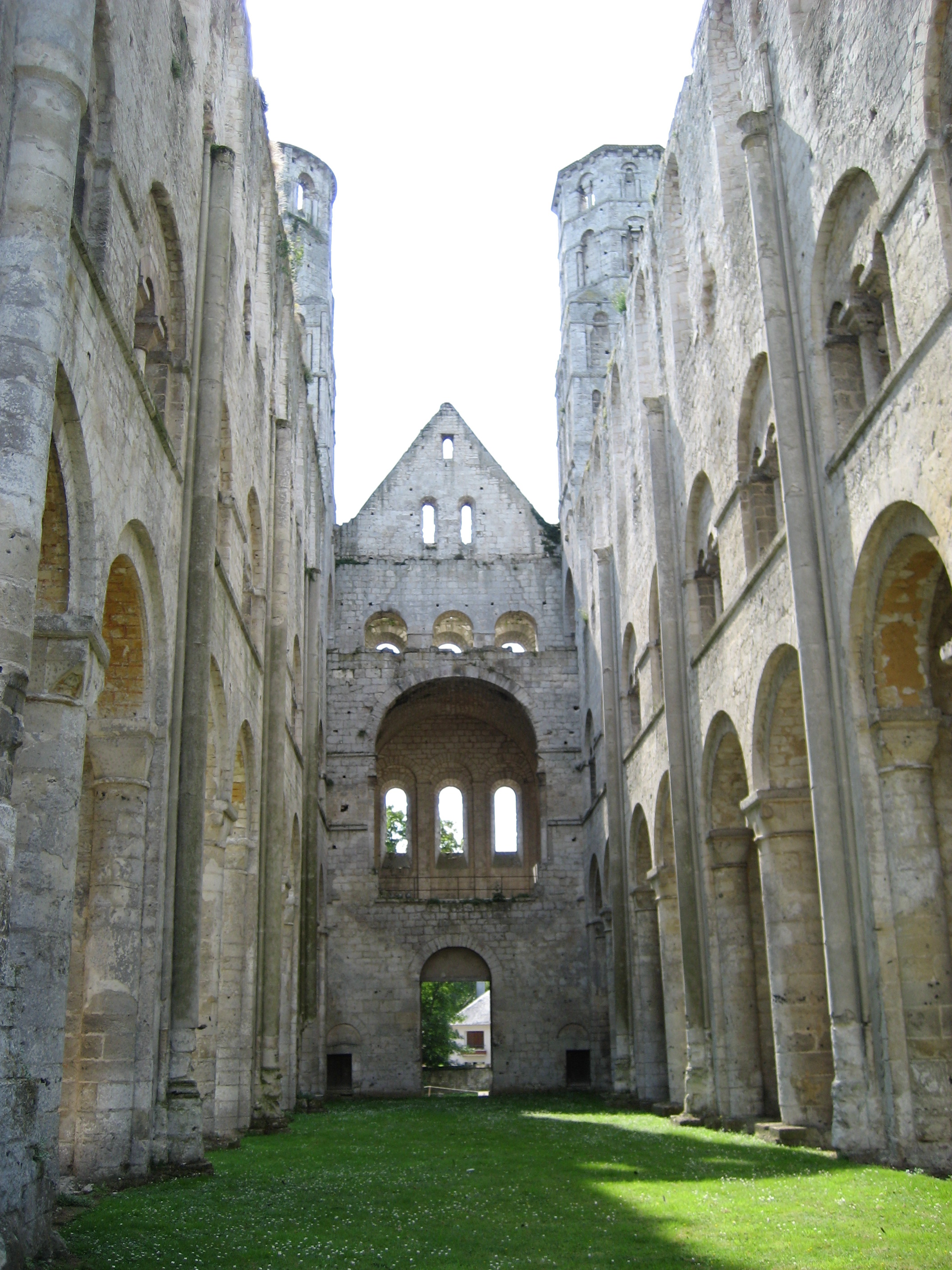
A főhajó

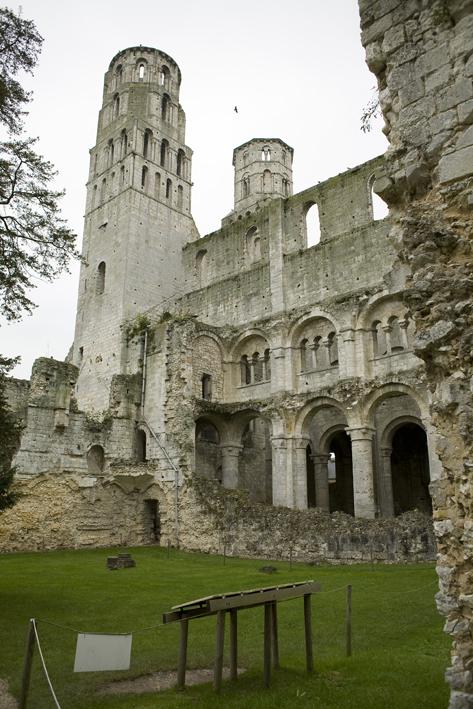
A főhajó sávokra osztott oldalfala és a nyugati homlokzat tornyai

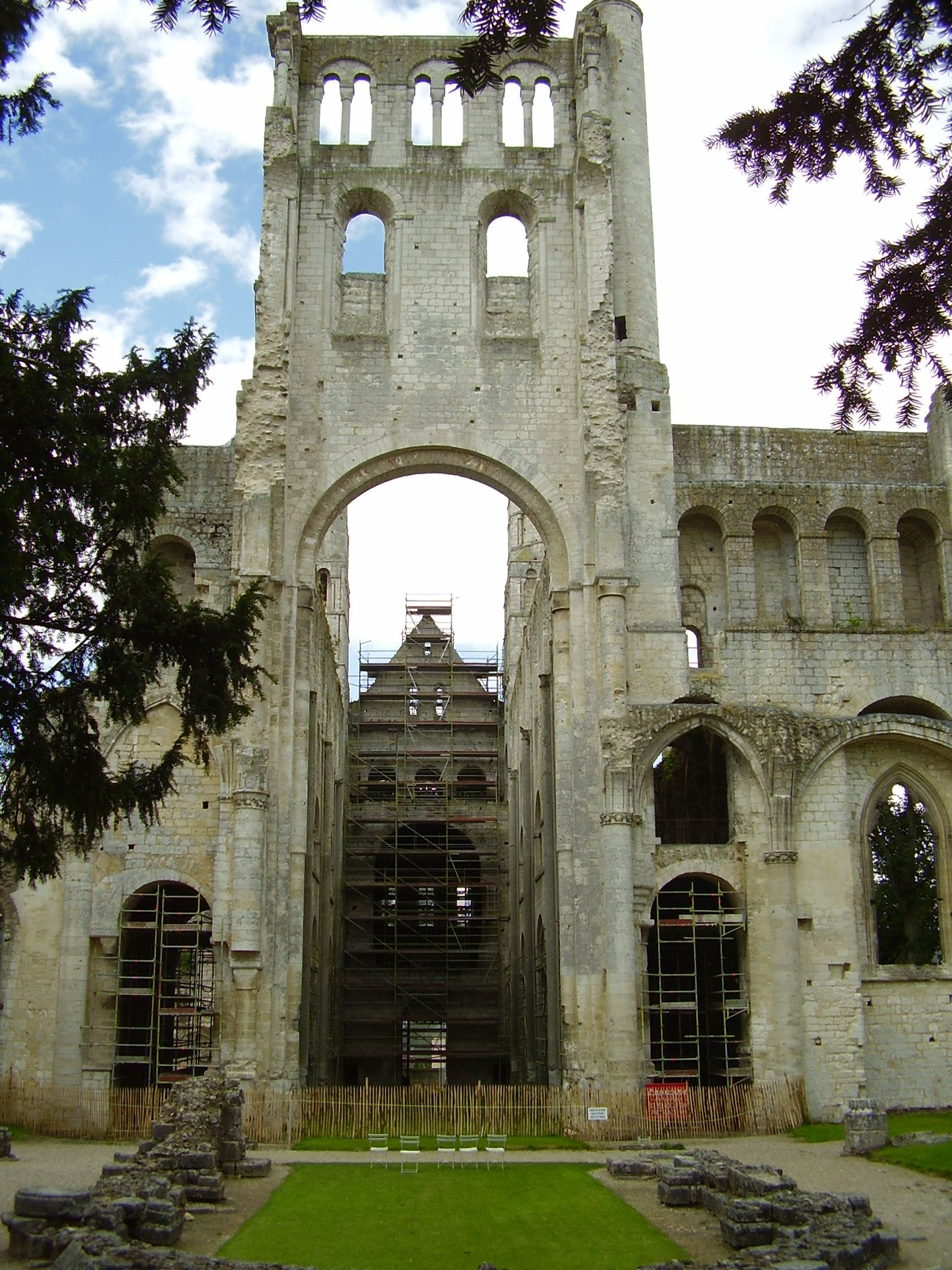
A kereszthajó

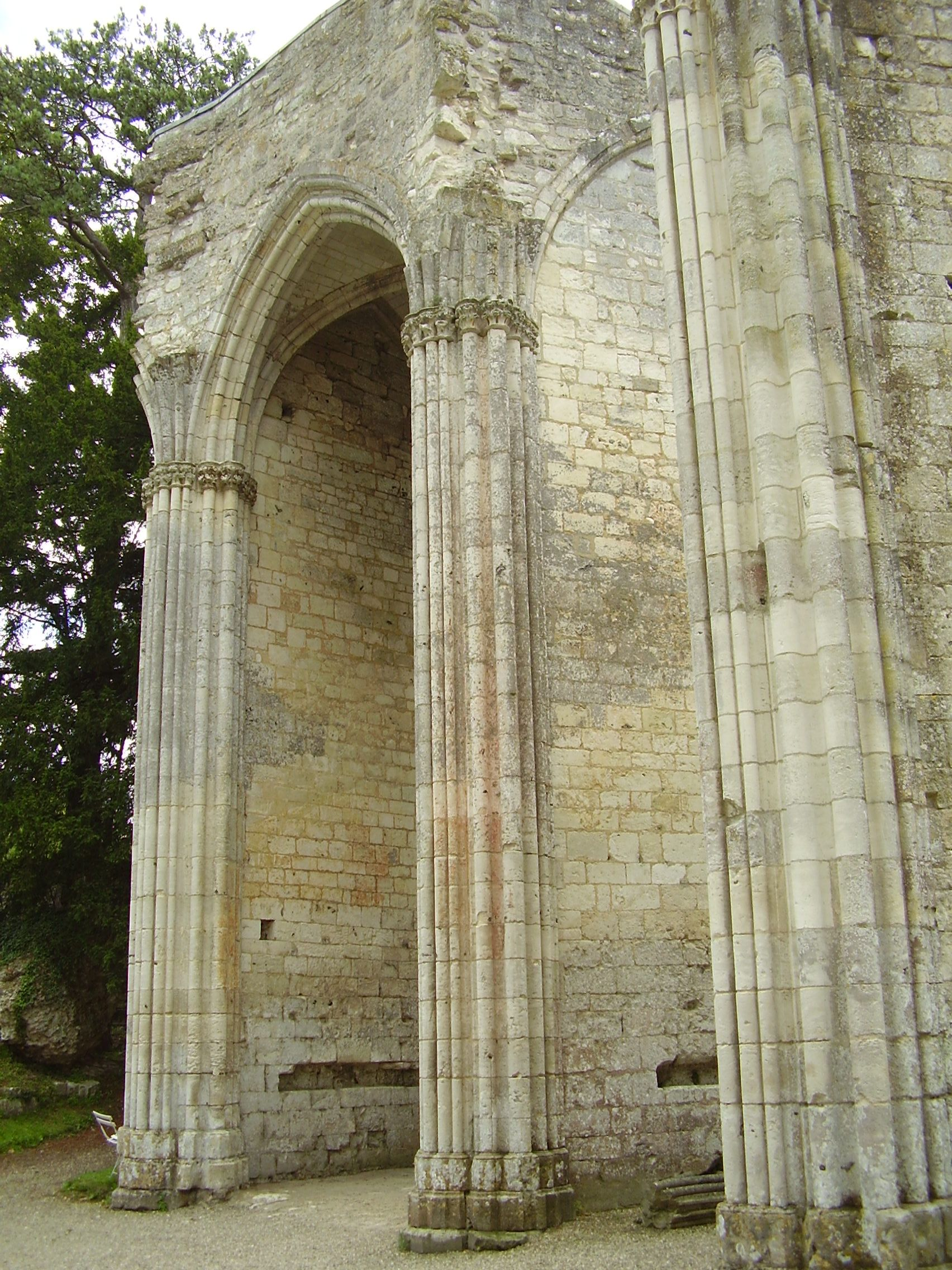
A kápolnakoszorú megmaradt kápolnái

### Kezdetek
A Szent Benedek reguláját követő kolostort Szent Filibert alapította 654-ben. A kolostor alapításához jelentős anyagi segítséget kapott II. Klodvig király feleségétől, az eredetileg rabszolgaként a királyi udvarba kerülő Bathildétől. A királyné Szent Filibert rendelkezésére bocsátott egy nagyméretű királyi birtokot ahol jelenleg a kolostor romjai állnak, a szerzeteseknek halászati jogot adott a Szajna folyóban és nekik adományozott számos, a környékbeli erdőben elszórtan elhelyezkedő melléképületet is.
Szent Filibert a területen négy templomot építtetett, amelyek közül a legjelentősebbet Szent Péternek, a másik hármat Szűz Máriának (Notre-Dame), Szent Dénesnek és Szent Germanusznak szentelték. Szent Filibertnek a kolostorban végzett tevékenységéről nem maradtak fenn részletes leírások, csak annyi tűnik biztosnak, hogy  szorosabbra fűzte a kereskedelmi kapcsolatokat az angliai területekkel. Névtelen életrajzírója munkájából kiderül, hogy utasítást adott a kereskedőknek a kolostor áruinak a lehető legmagasabb áron való értékesítésére, a haszonból pedig rabszolgákat vásároltak akiket francia területre szállítottak és felszabadítottak. Ez az intézkedés Bathilde királyné rabszolga származásával lehetett összefüggésben. Ahogy a kolostor hírneve egyre nőtt, újabb szerzetesek érkeztek, és számuk hamarosan jelentőssé vált. A férfiak számára épült kolostorhoz közel, Amalbert herceg birtokán Szent Filibert egy női kolostort alapított, majd később az apácák Abbeville közelébe költöztek és Austreberthe apátnő irányítása alá kerültek.
A királyi udvarhoz fűződő szoros kapcsolat a meroving uralkodók hatalmának meggyengülésekor komoly hátrányt jelentett a kolostor számára. III. Chlothar, Bathilde fiának halála után a hatalmukat folyamatosan egyre jobban elvesztő királyok és a majordomusok között folyó harc során Szent Filibertet Szent Ouen, Rouen püspöke parancsára börtönbe vetették. Rövid raboskodás után szabadon engedték, ezután száműzetésbe vonult és felajánlotta szolgálatait Ansoald-nak Poitiers püspökének. 683-ban, miután kibékült Szent Ouen-nel visszatért Jumiéges-be és egy újabb női kolostort alapított Montivilliers közelében. Szent Filibert 685-ben halt meg Noirmoutier kolostorában, és ott is temették el. Halála után azonnal szentté avatták. Jumièges utolsó jelentős meroving-kori apátja Hugues volt (733 körül), Párizs és Bayeux püspöke, akit kívánsága szerint a Notre-Dame-templomban temettek el. Síremlékéről a 9. századig találunk utalásokat, a leírások szerint az emlékművet egy kőberakásokkal díszített baldachin borította.

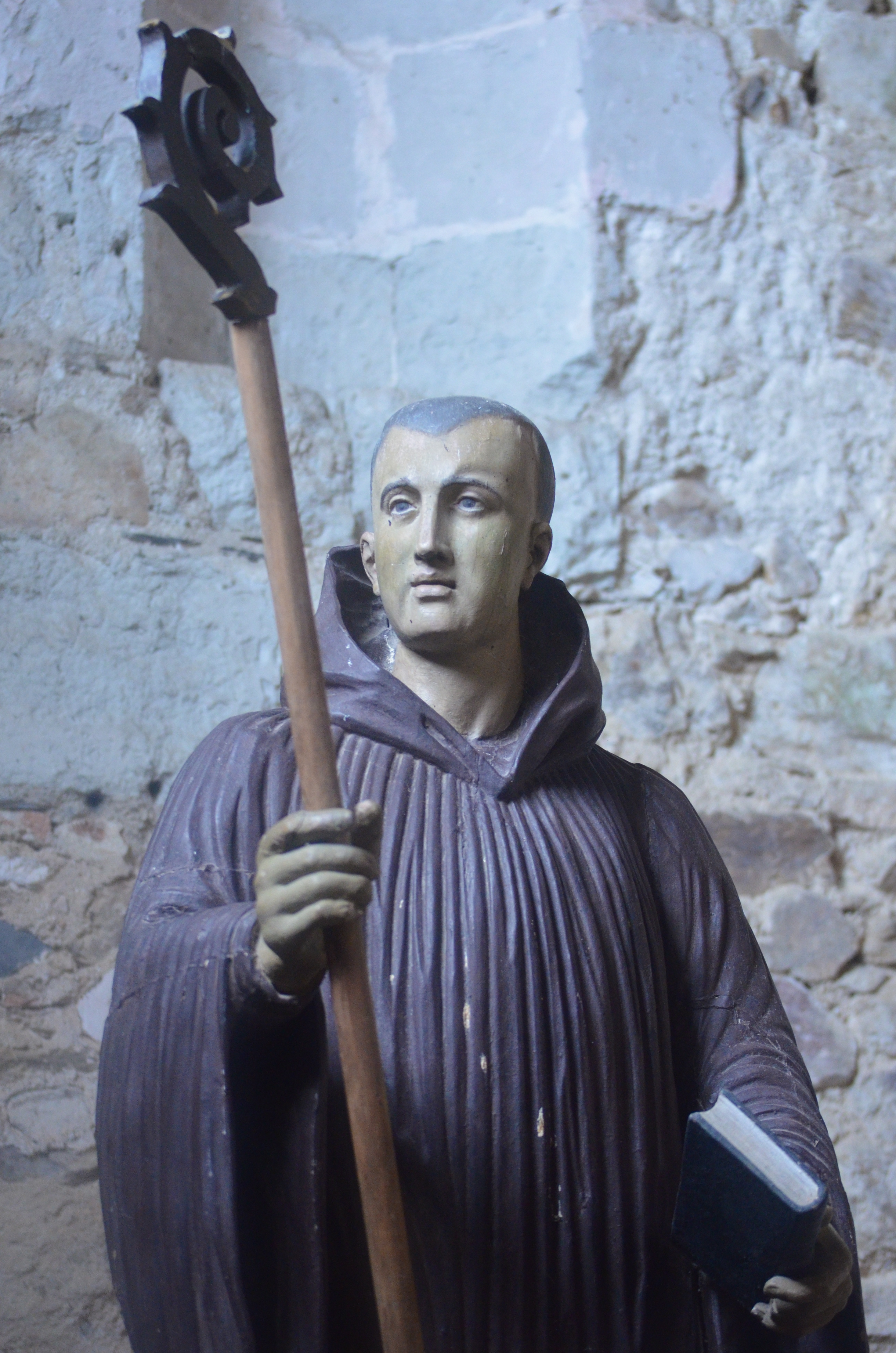
Szent Filibert
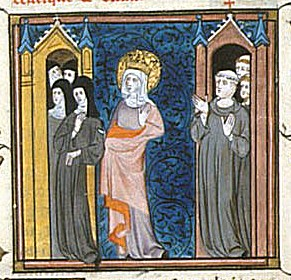
Bathilde királyné
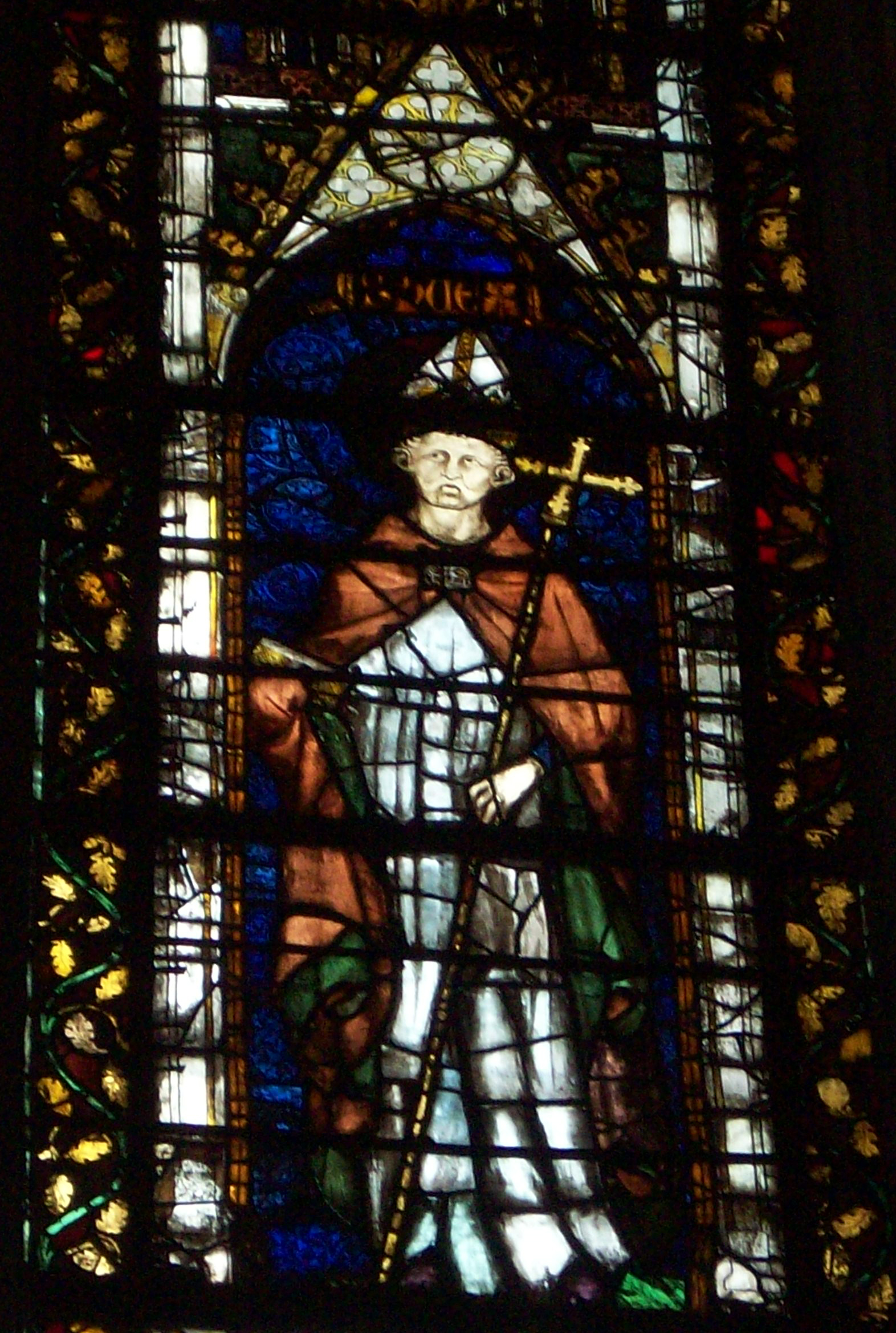
Hugues apát

### A 8. századtól a 10. századig
A 8. vagy 9. században keletkezett Vie de saint Philibert (Szent Filibert élete) részletes leírást tartalmaz a kolostor Karoling-kori állapotáról. A leírás szerint a négyzet alaprajzú területet tornyokkal tagolt fal vette körül. A falakon belül számos helyiséget alakítottak ki a kolostorba látogatók számára. A szerzetesek közös helyiségei a kor viszonyaihoz képest kényelmesek és díszesek voltak. Az épületegyüttes keleti részén emelkedő kereszt alaprajzú Notre-Dame-templomot a Madonna képével díszítették, oltárait Szent Filibertnek, Keresztelő Szent Jánosnak és Szent Kolumbánnak szentelték. Az oltárokat arannyal, ezüsttel és értékes kövekkel borították be. A templom északi oldalán helyezkedett el Szent Dénes és Szent Germanusz kápolnája. Tőle jobbra emelték a Saint Pierre-templomot, a mellette álló Szent Márton-kápolnával. A terület déli oldalán egy kétszintes, tizennyolc méter széles és kilencvenhárom méter hosszú épületet emeltek. Ennek felső szintjén volt a szerzetesek hálóterme. Az összes fekvőhely fölött egy-egy ablakot vágtak a falba, így a szerzetesek a nappali fény mellett a halóteremben is olvashattak. A földszinten található két helyiség közül az egyiket éléskamrának, a másikat konyhának használták. A krónikában említett épületekből a Saint Pierre-templom egyik részletétől eltekintve semmi sem maradt fenn, és az is elképzelhető, hogy ez az épületrészlet is valamivel későbbi, mint a szöveg. A következő évszázadok során az épületegyüttes többszöri átépítésekor is megtartották a kolostor eredeti szerkezetét, a nyugati főbejáratot, a déli konyhát, éléskamrát és hálótermet (dormitórium), és egy kisméretű alagsor-szerű helyiséget Szent Filibert cellájának feltételezett helyén a Saint Pierre-templom délkeleti részén.
A kolostor jelentős méretei, a templomok gazdag berendezése felkeltette a rablóhadjáraton lévő vikingek érdeklődését és komoly veszélyt jelentett a szerzetesekre. Az első viking támadásra 841 májusában került sor, amikor a támadók a dán Ragnar vezetésével a Szajnán egészen Rouen-ig hajóztak, két napig fosztogatták a várost, majd visszafelé kirabolták és felgyújtották a kolostort. Az apátság olyan súlyos károkat szenvedett, hogy évtizedekre elvesztette jelentőségét. A 9. század közepére a viking támadások olyan sűrűn követték egymást, hogy a kolostor folyamatos veszélynek volt kitéve és az uralkodó sem volt képes fellépni a betolakodók ellen. 962-ben például a vikingek Jumiéges kikötőjében javították hajóikat mielőtt kihajóztak a nyílt tengerre. 885-re a helyzet tarthatatlanná vált így a szerzetesek elhagyták a kolostor területét.
A körülmények csak 911 után javultak, amikor III. (Együgyű) Károly a Nyugati Frank királyság uralkodója  Rouen grófjává nevezett ki egy Rollo nevű viking hadurat és neki adományozta a Szajna alsó folyása körüli területeket. Rollo keresztény hitre tért és többek között támogatta a korábban elpusztított kolostorok újjáépítését. Jumiéges esetében csak 940 körül kezdődtek el a komolyabb építkezések, Rollo fia Hosszúkardú Vilmos uralkodása alatt. A Saint Pierre templomot nem eredeti helyén, hanem a folyótól távolabb építették újjá, kijavították a többi épület sérüléseit, majd Vilmos parancsára a kolostor Márton, a poitiersi Saint-Cyprien-kolostor apátjának irányítása alá került, aki tizenkét szerzetessel érkezett a kolostorba. Vilmost 942-ben meggyilkolták és ez véget vetett az épületegyüttes fejlődésének. Három éven keresztül Rouen IV. Lajos király uralma alatt állt, aki a Saint Ouen apátságot támogatta. Az uralkodó parancsot adott még újjá nem épített Notre-Dame-templom maradványainak lebontására. Az épületből a szerzetesek csak a főhajó két végében álló tornyokat tudták megmenteni, így az apátságot ismét az elnéptelenedés fenyegette.

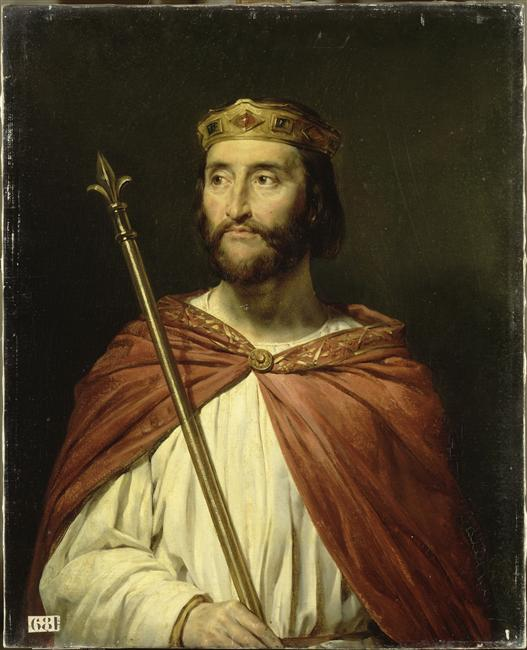
III. (Együgyű) Károly Nyugati Frank király
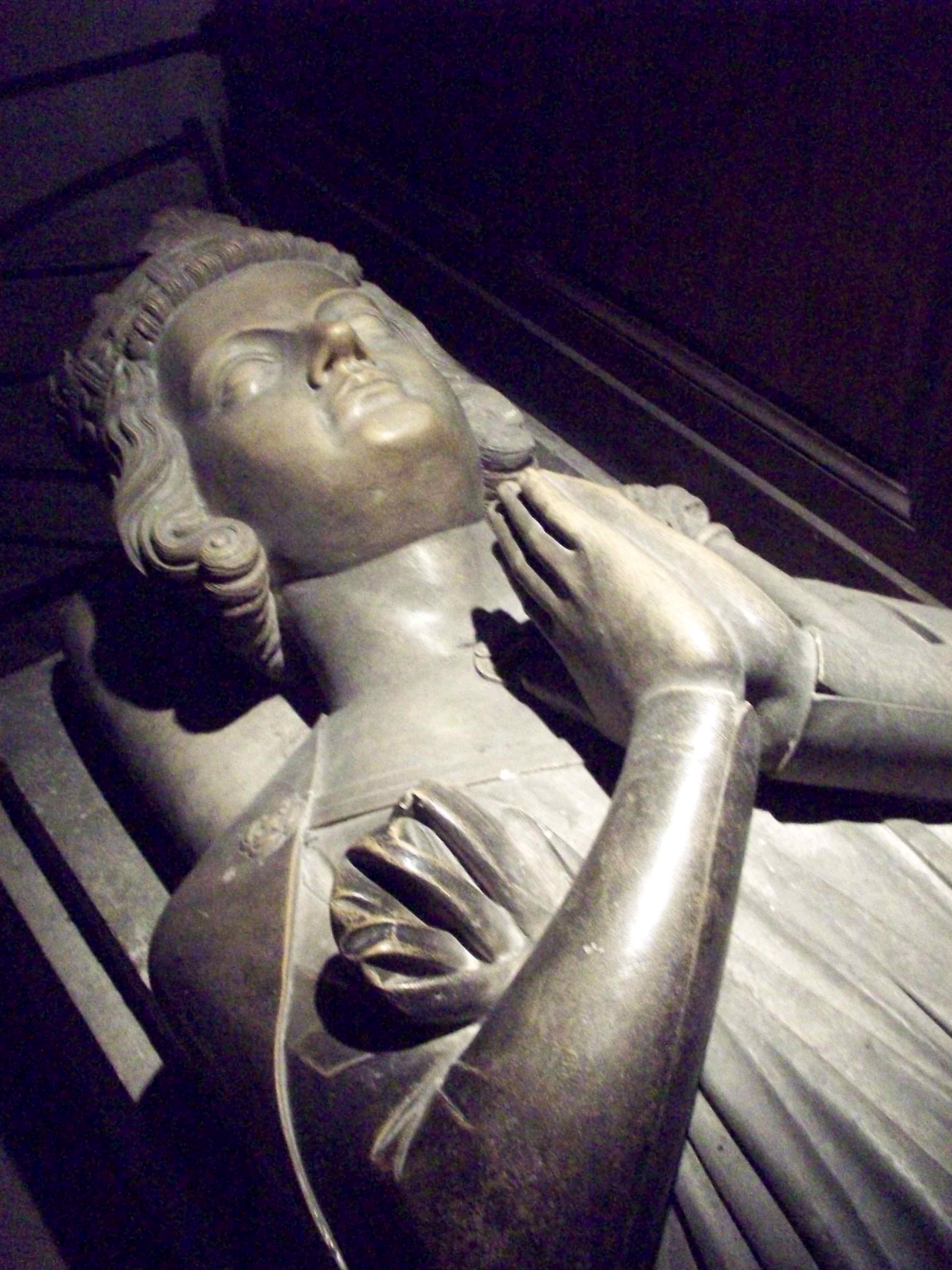
Rolló síremléke, Rouen, katedrális
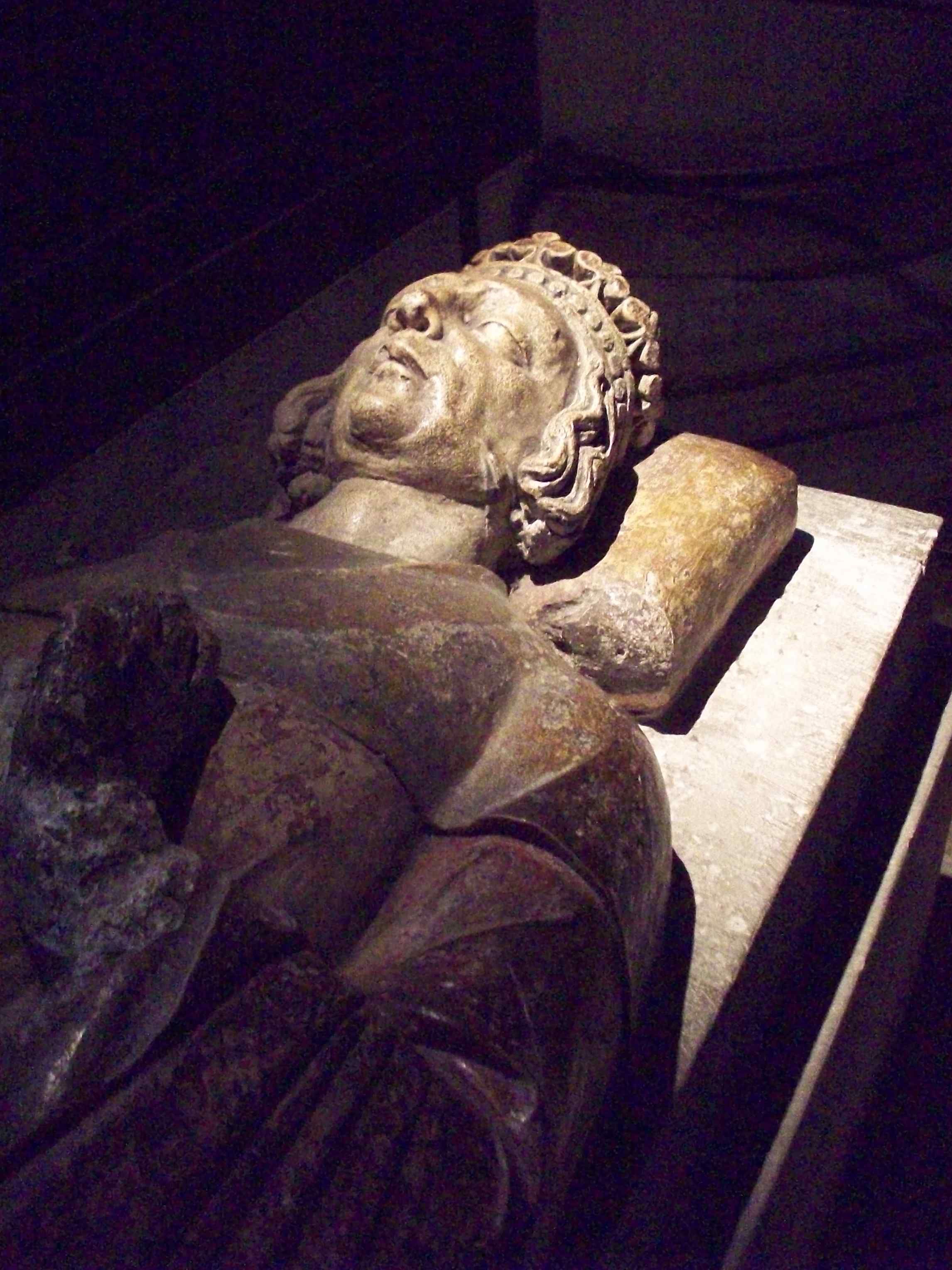
Hosszúkardú Vilmos síremléke, Rouen, katedrális

### 11. századi újjászületés
1017-ben a II. Richárd Normandia hercege egy bizonyos Thierry nevű szerzetest nevezett ki a kolostor élére és megerősítette a kolostor javainak tulajdonjogát. Thierry, aki a híres reformer Guillaume de Volpiano tanítványa volt szigorúan betartatta a kolostori élet szabályait és nagyszabású építkezésekbe kezdett. Rendbe hozatta a Notre-Dame-templom nyugati tornyát és egy a Megváltónak szentelt kápolnát alakíttatott ki benne. Fellendítette a kolostor scriptóriumát is, a másolók számos kézirattal gazdagították a könyvtárat.
1037-ben, amikor az apátság Robert Champart irányítása alá került a Notre-Dame-templom még mindig két egymástól független részből állt a két megmaradt toronyban, amelyek elkerülték a 10. századi lebontást. Az apát utasítására elkezdték a Notre-Dame-templom újjáépítését a két különálló rész összekapcsolásával. A munkálatokat 1040 körül kezdték el, a templom keleti végében és fokozatosan haladtak nyugat felé. Robert apát 1055-ben halt meg, és a főoltár közelében temették el. Ekkor a kórus valószínűleg már készen állt. Az épületet Maurille, Rouen érseke 1067 július 1-jén szentelte fel Hódító Vilmos, számos báró, és Coutances, Lisieux és Avranches püspökeinek jelenlétében. Kevesebb mint egy évvel a Hastingsi csata után az uralkodó ekkor állt hatalma csúcsán.
A kolostor számos értékes adományt kapott, és ennek következtében a 18. század végéig jelentős vagyont halmozott fel. Ezeket birtokokat és más értékeket általában bűnbánó nemesek ajánlották fel az egyháznak. Az adományok között voltak malmok, szántóföldek, vagy lakott területek a rajtuk élő lakosokkal együtt. Ezek a földek a Szajna alsó folyásánál nagy területen szóródtak szét. A kolostor másik jelentős bevétele a Jumièges-ben és a kolostor birtokában lévő helyeken tartott vásárok után fizetett összegből származott. A kolostor bevételei bőven meghaladták a szerzetesek szükségleteit, így a megmaradt összeget az épületegyüttes bővítésére és újjáépítésére fordíthatták. A 11. századtól egészen a 14. század elejéig az apátság szinte folyamatosan építési terület volt. Az ebből a korszakból fennmaradt épületrészletek a középkori apátság gazdasági erejének bizonyítékai.

### A 14. századtól a 17. századig
A százéves háború alatt az épületegyüttes először 1358-ban károsodott, amikor Gonosz Károly navarrai uralkodó nyolcszáz zsoldosa elfoglalta a kolostort. Hogy elkerüljék a további pusztítást a későbbi V. Károly 1359-ben leromboltatta a templomtornyok lépcsőit. 1415 után a terület angol fennhatóság alá került. Hogy a templomot megvédje a további károktól Nicolas le Roux apát kénytelen volt hűségesküt tenni V. Henrik angol királynak. 1434-ben egy parasztlázadás miatt a szerzeteseknek el kellett hagyniuk a kolostort. Amikor a terület 1450-ben újra francia kézbe került az apátság anyagi helyzete aggasztó volt, és bevételeik csak arra voltak elegendőek, hogy a legszükségesebb javításokat elvégezzék. 1450 elején VII. Károly öt hétig Jumiéges-hez tartozó La Vigne majorságban lakott szeretője, Agnès Sorel társaságában aki miután egy kislányt hozott a világra február 9-én elhunyt. Szívét a Notre-Dame-templom északi kereszthajójának egyik kápolnájában temették el.
1464-től az apátságot a király által kinevezett vezetők irányították. A kolostori élet szabályait már kevésbé vették szigorúan, a fegyelem fellazult, így a 16. század elején szükségessé vált a kolostor reformja. 1516-ban Philippe de Luxembourg húsz szerzetest hívott Jumièges-be a Chézal-Benoît-kolostorból, a Benedek rendi kolostorok 1488-ban alapított központjából. Bár 1526-ban a Jumiéges-i apátságot hivatalosan is a chézal-benoît-i egyházközség irányítása alá rendelték, komoly reformokat nem hajtottak végre. Jumièges az ezt követő időszakban a papnövendékek központi lakhelyévé vált, akik egész Normandia területéről érkeztek a kolostorba. A változások nyomot hagytak az épületegyüttes egyes elemein is. 1557-ben Gábriel Le Veneur apát nem vállalta a főhajó és a kereszthajó találkozásánál emelkedő torony helyreállításának költségeit, ehelyett lebontatta és a rajta lévő ólomborítást értékesítette.
1616-ban Dom Langois, az apátság volt priorja utasítására Jumièges csatlakozott a Sainte Vaunne egyházközséghez. Utóbbiból két évvel később vált ki a Saint Maur gyülekezet, a mauristák. Amikor a mauristák megérkeztek a kolostorba szükségessé vált az apátság felosztása az újonnan jövők és a régebben ott lakók között, akik nem voltak hajlandóak változtatni korábbi életmódjukon. Így a mauristák irányítása alá kerültek a kolostor főépületei és a Notre-Dame-templom, a többieknek, az úgynevezett „Öregeknek” a Saint Pierre-templom és azok a melléképületek jutottak, amelyek alkalmasak voltak arra, hogy egyszemélyes lakhelyeket alakítsanak ki bennük.
Számos más apátsághoz hasonlóan Jumiéges is többször károsodott a vallásháborúk alatt. 1562-ben a hugenották kifosztották a kolostort és a szerzetesek kénytelenek voltak Rouen-ban menedéket keresni. Az apátság kincseit még időben el tudták rejteni, de a templom díszítésének jelentős része áldozatul esett a pusztításnak. A károkat 15 000 livre-re becsülték, ami jelentős összegnek számított. 1591 októbere és 1592 áprilisa között a Liga háborúk miatt nagyszámú menekült árasztotta el a kolostort. Az összes helyiséget, a király lakosztályát, az apát lakhelyét, a dormitóriumot, a vendégházat és még a padlást is a menekültek elhelyezésére használták fel. A következő menekültáradat fél évszázaddal később 1648 és 1652 között a Fronde felkelés idején érte a kolostort. 

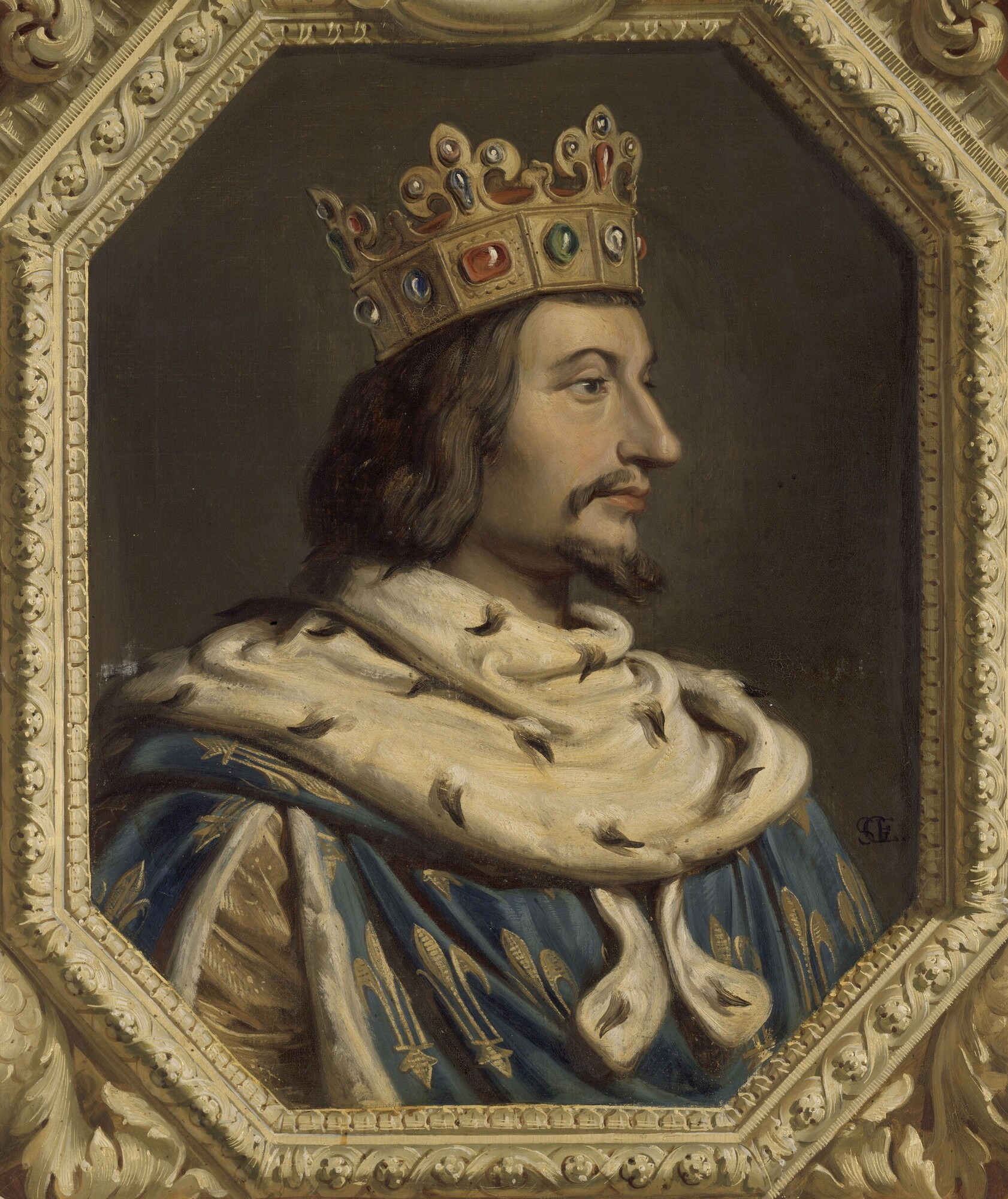
V. Károly francia király
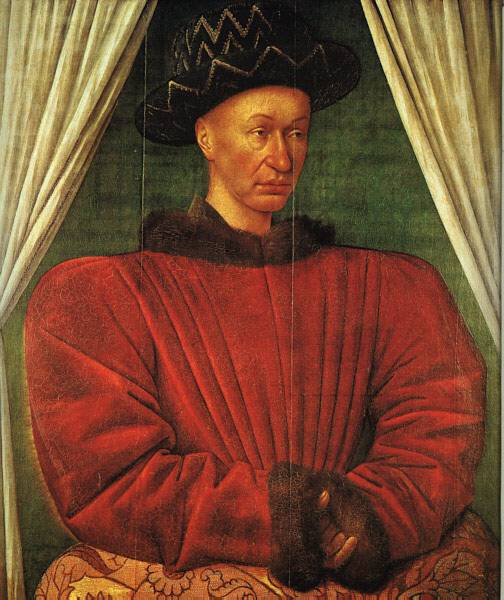
VII. Károly francia király
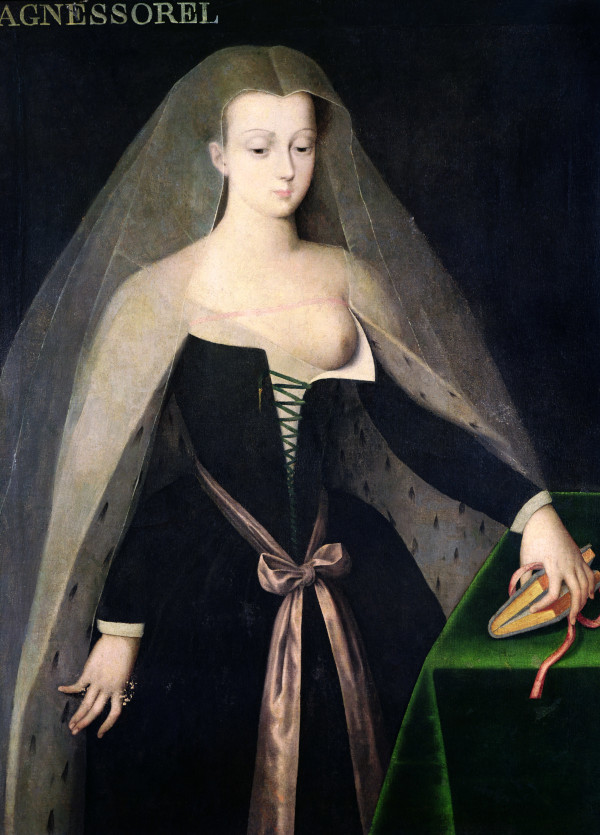
Agnès Sorel

### A 17. és a 18. század
Az 1660-as években az utolsó „Öreg” halála után a mauristák számára lehetővé váltak a nagyszabású átalakítási munkák. 1665-ben a kolostor nyugati részén az éléskamrának használt épületet egy újabb szinttel egészítették ki, és egy könyvtárat alakítottak ki benne, ami a kolostor szellemi újjászületését szimbolizálta. 1665 és 1671 között Francois de Harlay de Champvallon apát Párizs érseke egy új lakhelyet alakíttatott ki magának távolabb az apátságtól a terület északkeleti részén. Ez az épület napjainkban is látható és többé-kevésbé megőrizte eredeti formáját.1701 és 1732 között a mauristák meghosszabbították a kolostorépület keleti szárnyát és egy új dormitóriumot emeltek előcsarnokkal és fogadótermekkel a földszinten, az emeleten pedig  negyvenkilenc új cellával. Így a dormitórium hosszúsága elérte a nyolcvan métert. Ezután a forradalomig már csak kisebb változtatások történtek az épületegyüttes szerkezetében. 1772 és 1773 között a vendégfogadót és a betegszobát leköltöztették a földszintre, 1777-ben a dormitórium homlokzatára egy díszes timpanont helyeztek el.

### 1790-től napjainkig
1790-ben amikor feloszlatták a szerzetesrendeket, az apátság területén mindössze tizennyolc szerzetes élt. Májusban egy városi megbízott érkezett a kolostorba azzal a feladattal, hogy mérje fel az ingóságok értékét. Az apát lakhelyét 1791-ben elárverezték. A kolostorépület még két évig menedékül szolgált az ott élő szerzeteseknek, majd laktanyát alakítottak ki belőle. 1795-ben az egész épületegyüttest eladták egy bizonyos Sire Lescuyer nevű ingatlantulajdonosnak aki azonnal elrendelte a melléképületek bontását. 1802 után az apátság új tulajdonosa egy Jean-Baptiste Lefort nevű használtbútor-kereskedő nekikezdett a Notre-Dame-templom lerombolásának, ahol lőport használva felrobbantotta a kórus nagy részét. A rombolásnak 1824-ben lett vége, amikor az apátság Casimir Caumont (aki Lefort veje volt) tulajdonába került. Az épületek díszítőelemei azonban továbbra sem voltak biztonságban. 1825 és 1835 között Lord Stuart of Rothesay Anglia párizsi nagykövete számos kőfaragványt vásárolt meg, amelyekkel Hampshire-ben található majorságát díszítette.
1853-ban az épületegyüttes Aimé Lepel-Cointet egy párizsi tőzsdeügynök tulajdonába került és elhatározta, hogy megóvja a még meglévő épületrészeket. A Lepel-Cointet család megrendelésére emelték a bejáratnál ma is látható neogótikus, kétszintes épületrészt, amelynek termeiben az apátság szobordíszítésének megmaradt darabjait helyezték el. Később Lepel-Cointet veje megvásárolta az apát lakhelyét, így a korábban kettéválasztott terület ismét egy tulajdonba került.
1918-ban és 1946-ban a francia állam két részletben megvásárolta az épületegyüttest és megkezdte a régészeti feltárásokat és állagmegóvó munkálatokat. Napjainkban az apátság népszerű turisztikai célpont. 

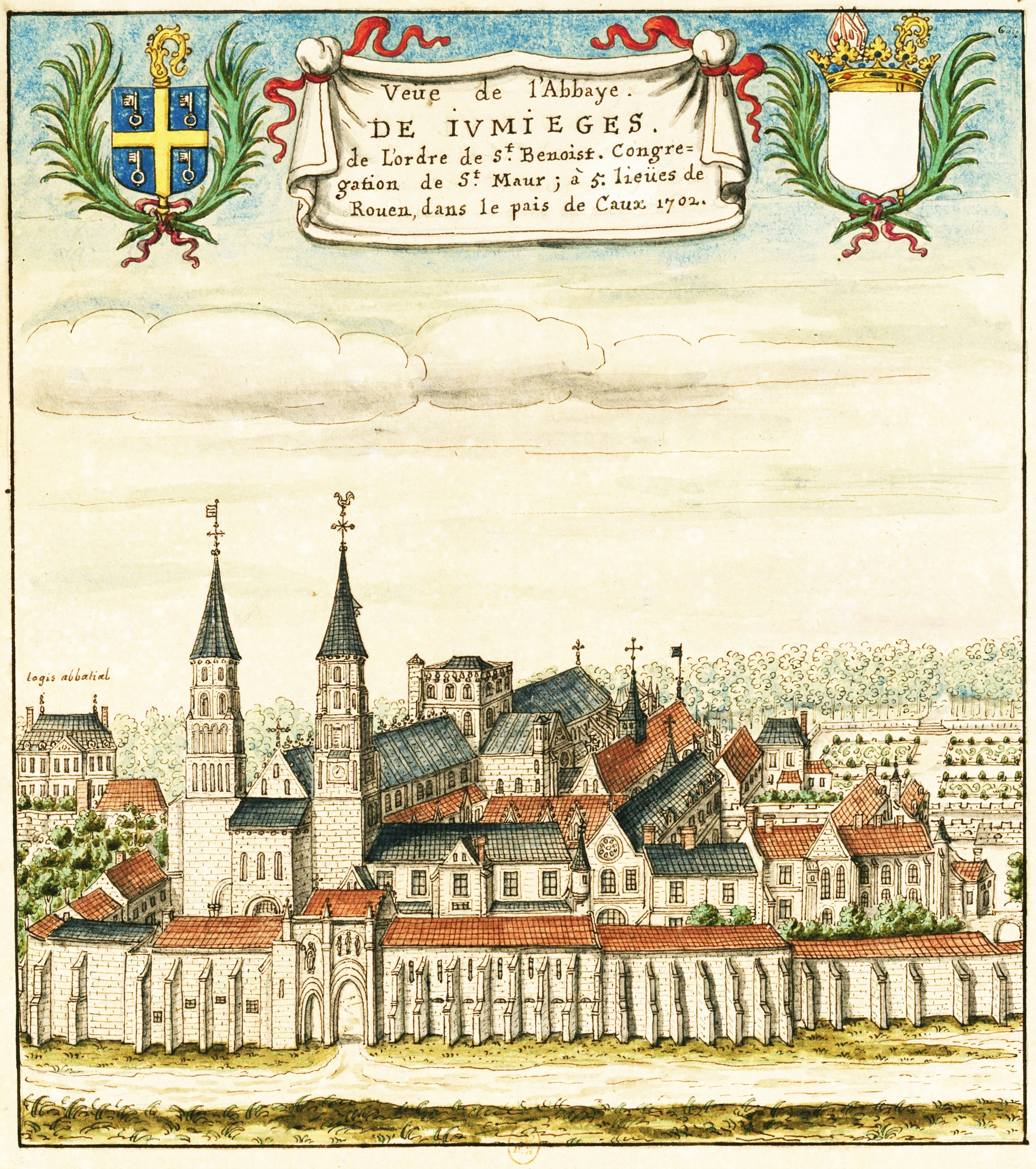
Az apátság 1702-ben
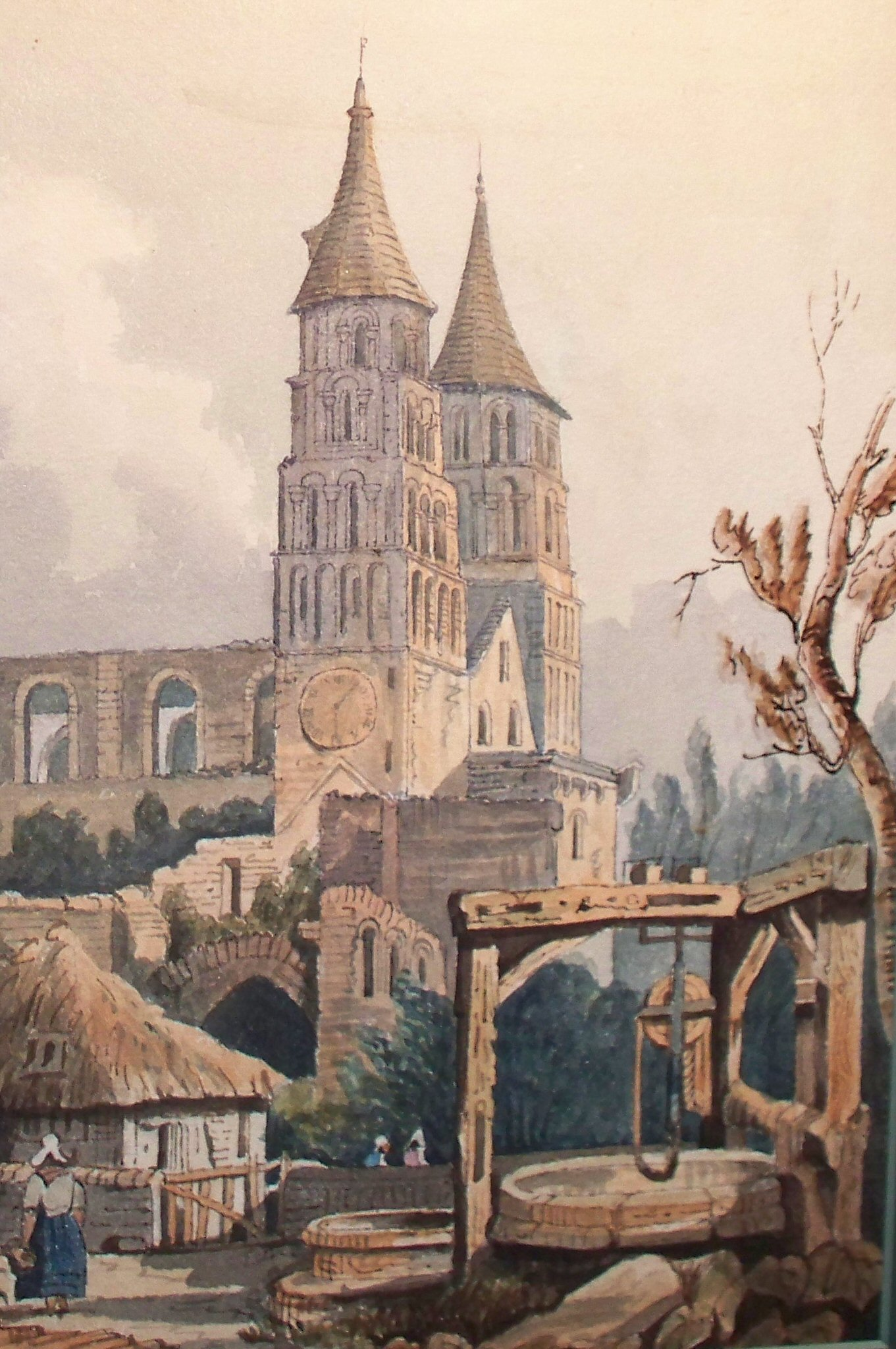
Az apátság 1808-ban
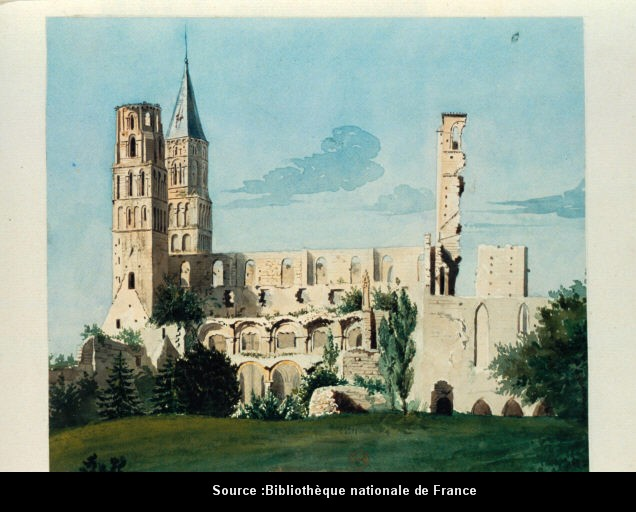
Az apátság romjai

## Az épületegyüttes

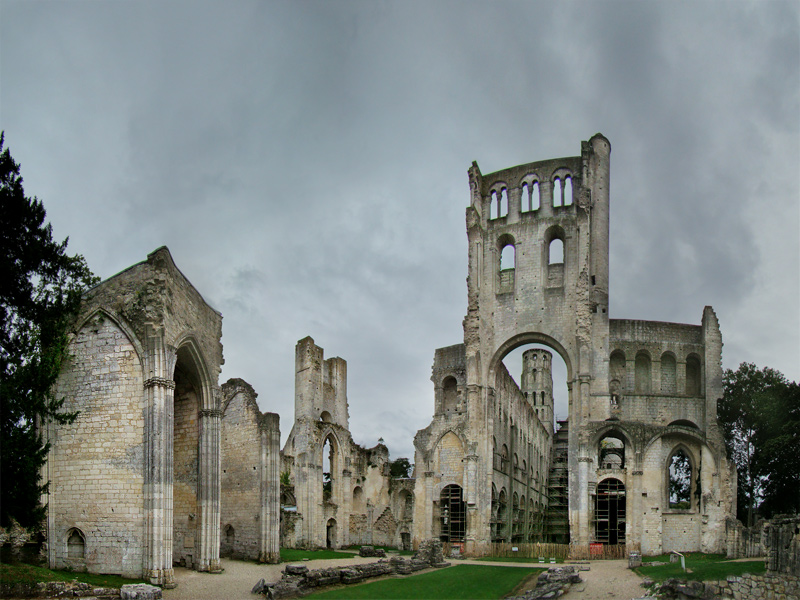
A szentély maradványai

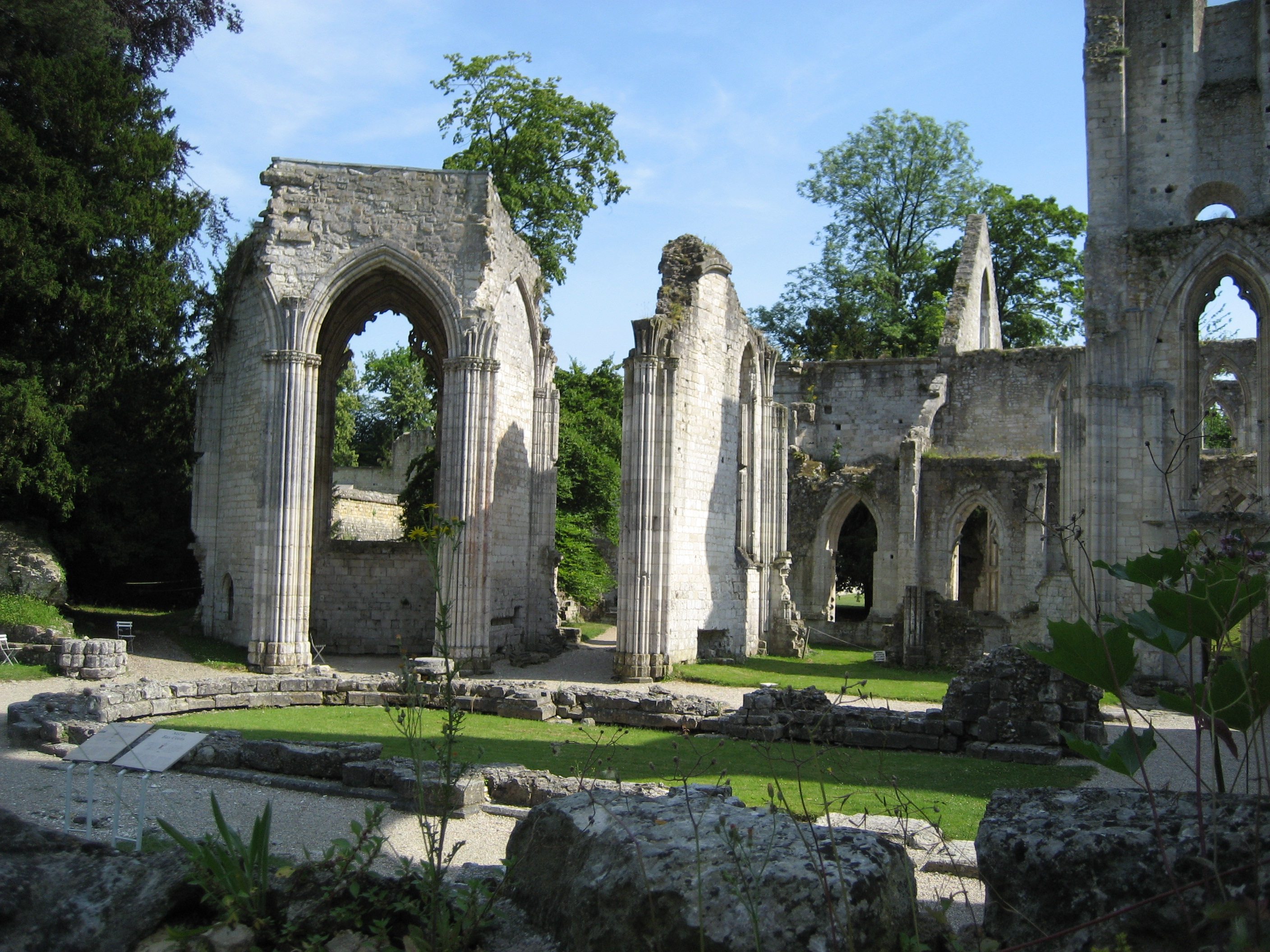
A kápolnakoszorú maradványai

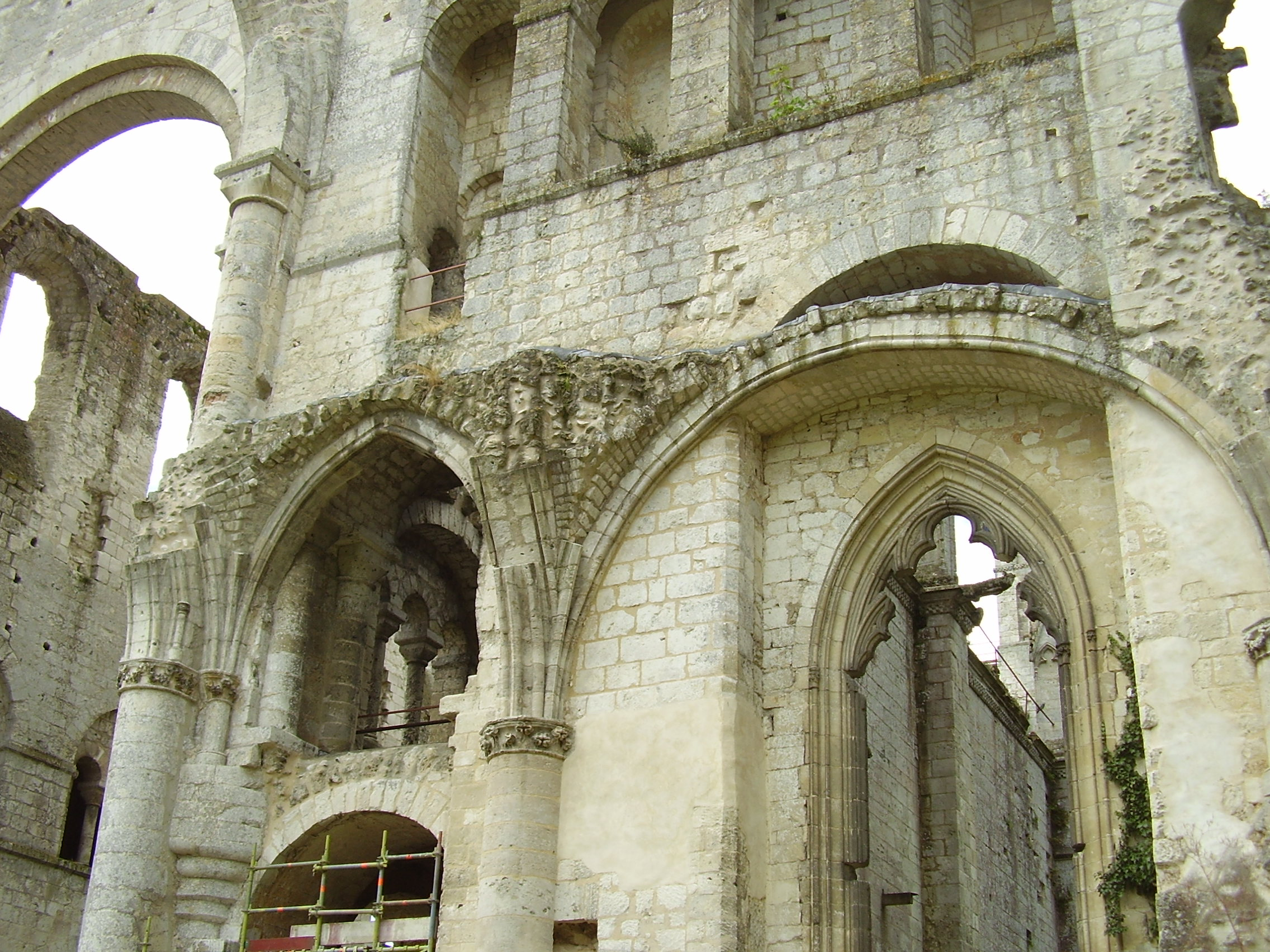
A kereszthajó északi fala

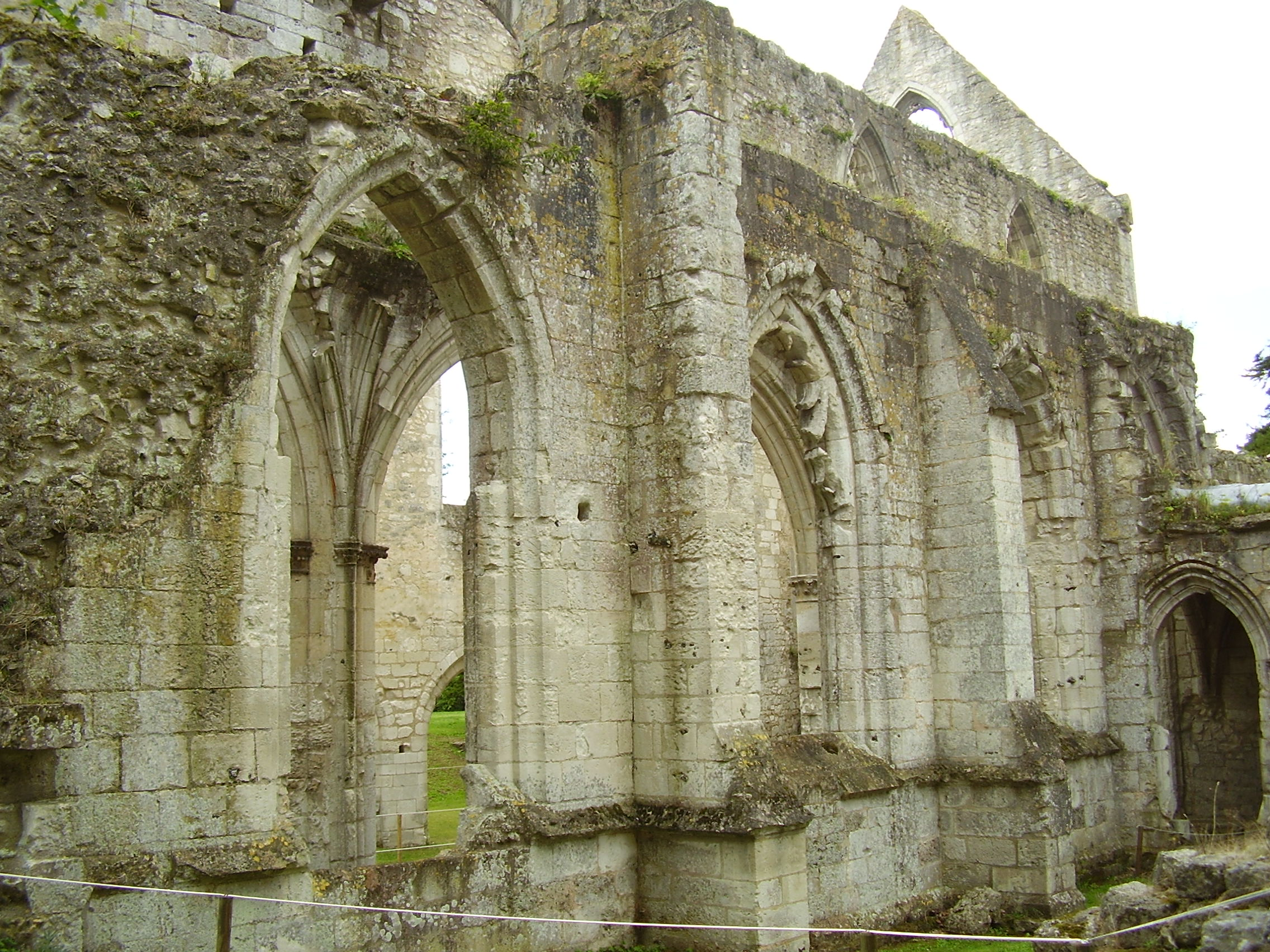
A Saint Pierre-templom oldalfala

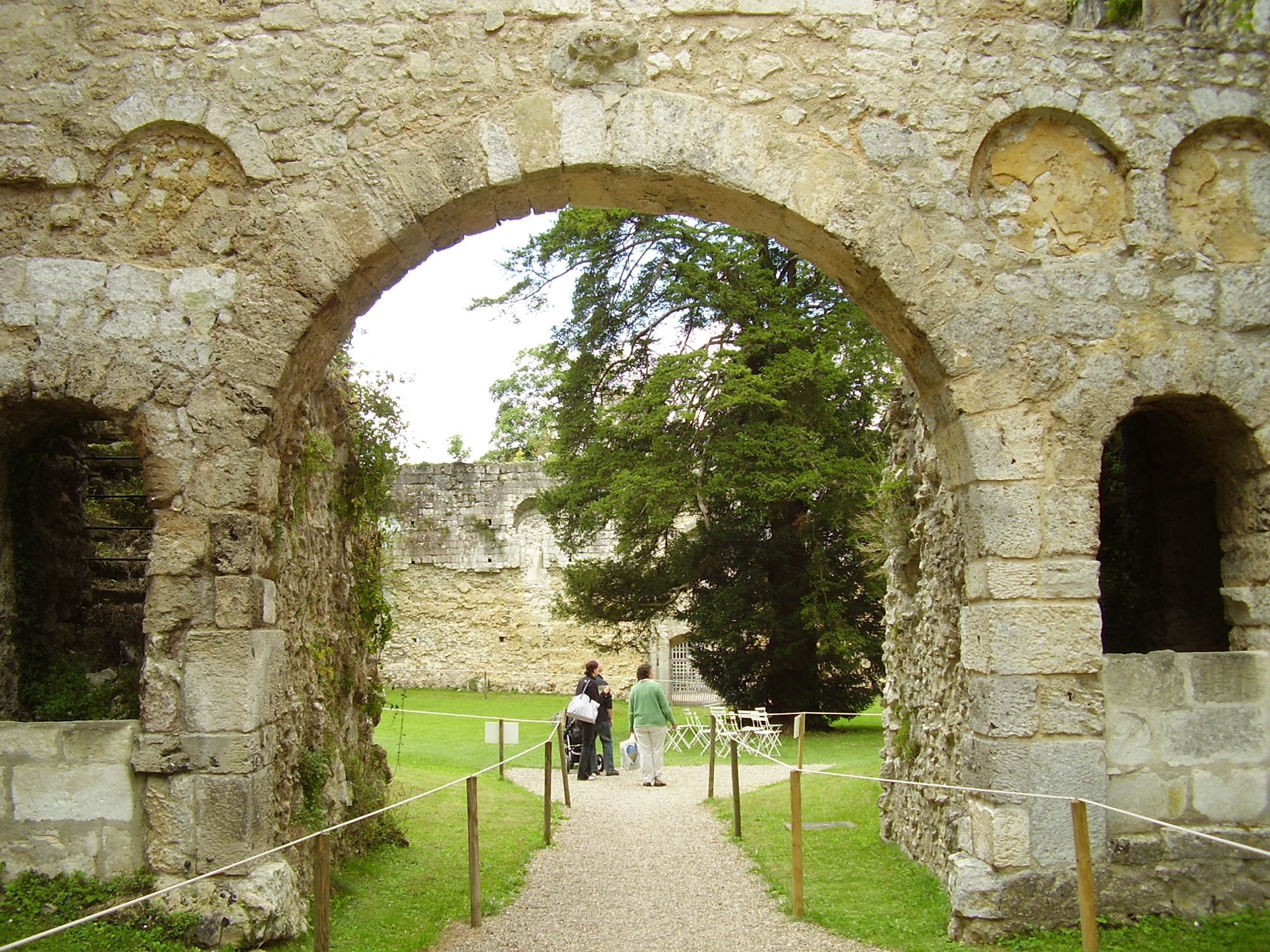
A karoling-kori épületrész

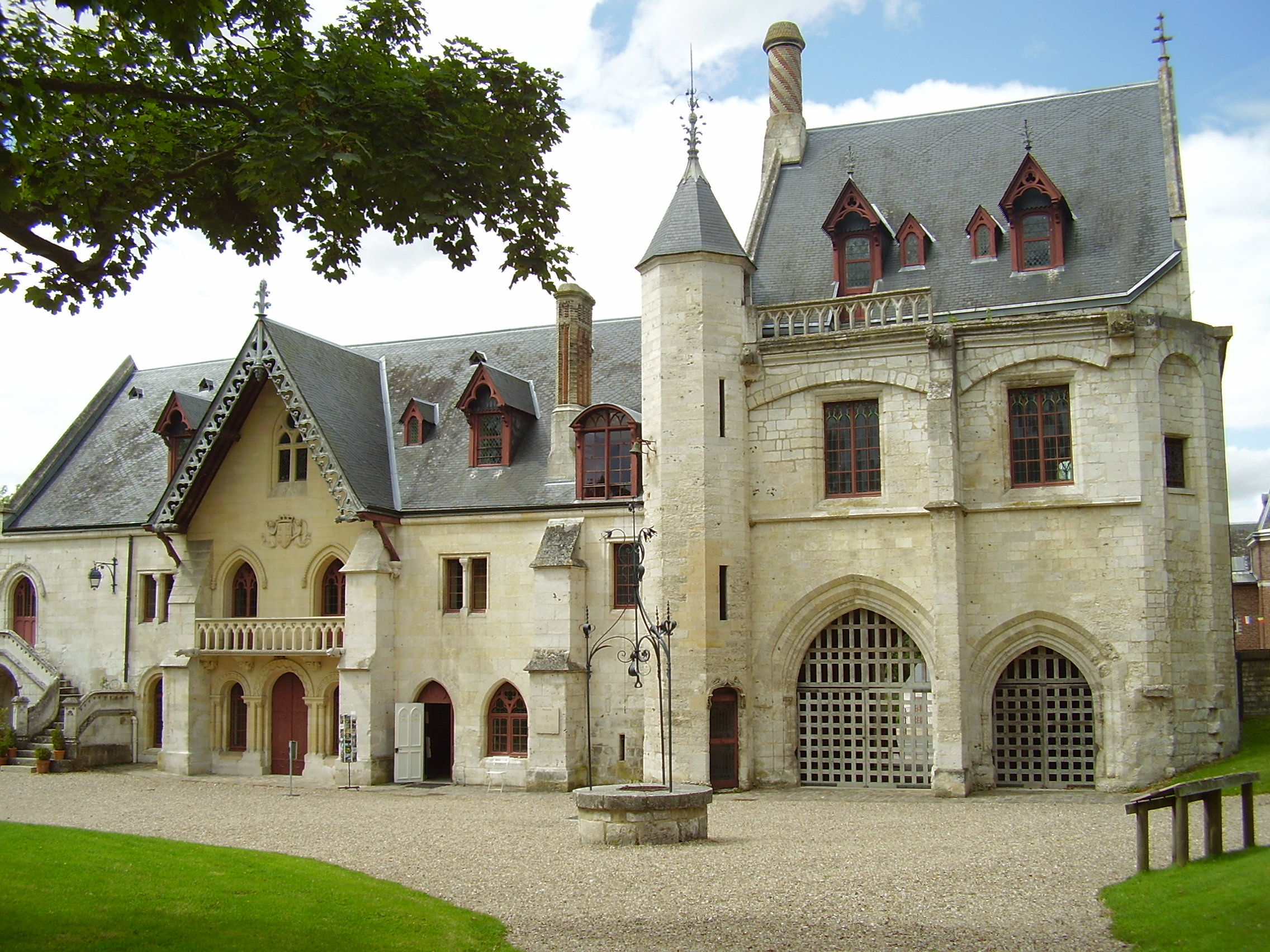
A neogótikus főbejárat

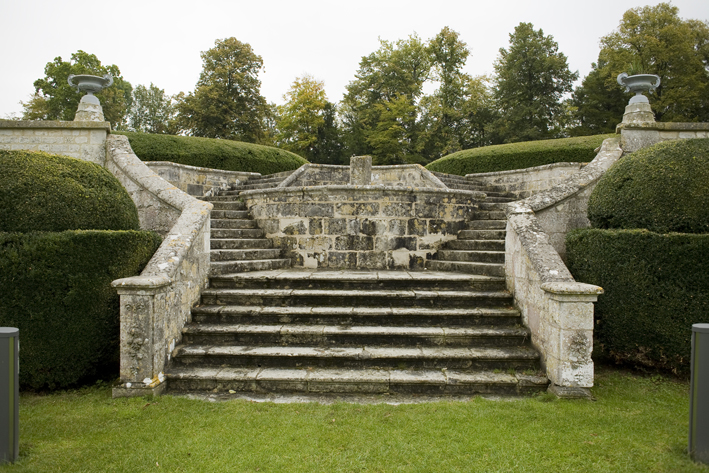
A kertben található kettős lépcső

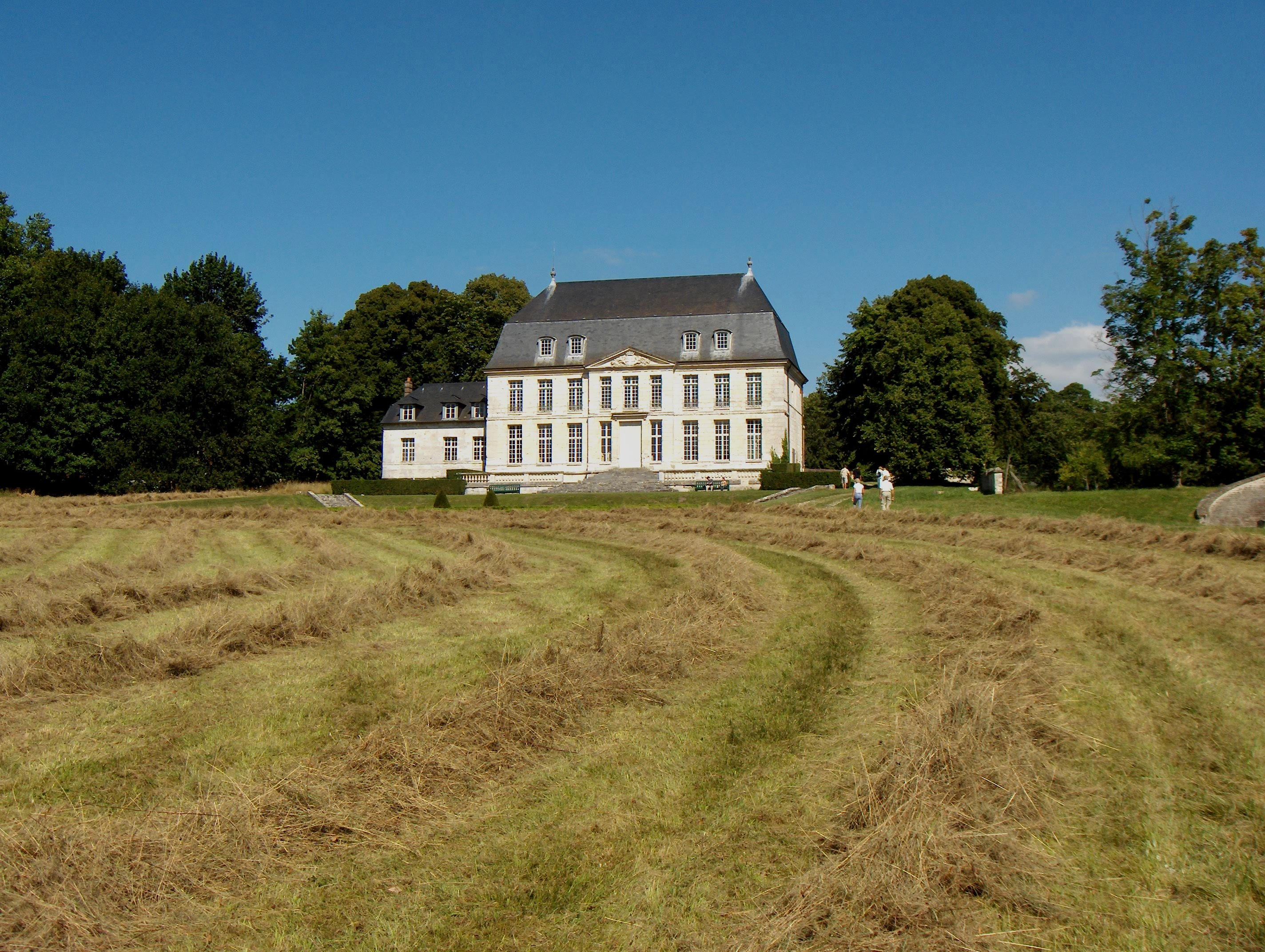
Az apát lakhelye

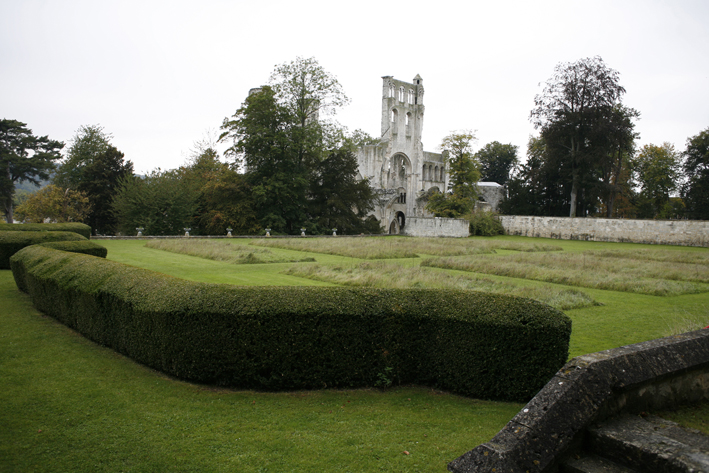
A park részlete

### A Notre-Dame-templom nyugati homlokzata
A templom nyugati homlokzata 1060 körül épült a Thierry apát idejében emelt kisméretű Saint Savior-templom helyén, amely a korábbi, Karoling-kori épületet váltotta fel. Ezek az előzmények magyarázatot adnak a homlokzat archaikus jellegére és az ezredforduló környékén, német területeken épült templomok úgynevezett westwerk részéhez való hasonlóságára. A homlokzat három jól elkülöníthető részből áll, a kétszintes, keskeny ablakokon át megvilágított középső részt két torony fogja közre, amelyekben csigalépcsőket alakítottak ki. A homlokzat felső szintjét a 18. században újjáépített dongaboltozat fedi, és a főhajóba nyílik. Ennek a helyiségnek az épületben betöltött szerepét eddig nem sikerült tisztázni, valószínűleg kápolnaként funkcionált.

### A főhajó
Az épület főhajója huszonöt méter magas, a legmagasabb a Normandiában épült román kori templomok között. A főhajót a két oldalhajótól nyolc-nyolc boltívvel választották el, a boltívek úgynevezett támváltásos, egymást váltó henger alakú oszlopokra, valamint féloszlop-kötegekre épültek. Az oszlopok kockafejezetekben végződnek, amelyeket feltételezhetően festéssel díszítettek, bár ennek már semmi nyoma nem látható. A támváltás pontos okát eddig nem sikerült kideríteni, az egyik feltevés szerint az erősebb oszlopkötegeknél keresztboltozatokat alakítottak ki, amelyek a főhajó két falát kötötték össze. A kutatások alapján eddig csak az tűnik biztosnak, hogy eredetileg a templomnak fából készült teteje volt. 1688 és 1692 között a tetőt konzolokon álló bevakolt álmennyezettel helyettesítették. Napjainkra a főhajó teljes tetőszerkezete elpusztult. A főhajó falát három szintre osztották, a legalsó szintet a boltívek és az elválasztó oszlopok alkotják, a középső szinten kettős ablakok nyílnak az mellékhajók tetején kialakított karzatokra, míg a legfelső szinten a templom megvilágításához szükséges ablaksort alakították ki. 

### A kereszthajó
A kereszthajó és a főhajó találkozásánál a négyezet fölött egy torony emelkedett, amelynek csak a nyugati fala maradt meg a hozzá vezető lépcső maradványaival a nyugati sarkában. A torony falának felső részén két ablaksort vágtak a falba, az alsó sor a torony belsejének, a felső sor pedig a harangkamra megvilágítását biztosította. Bár a kereszthajót a 12. század végén és a 13. század elején jelentősen átépítették megőrizte eredeti formájának jelentős részét. Mindkét részében egy-egy emelvény állt a kórus számára, az északi részen a megmaradt a keresztboltozatos tető is. 

### A kórus
A kórus ma is látható maradványai egy 1267 és 1278 közötti újjáépítésből származnak. Ekkor a szentély köré egy hét kápolnából álló kápolnakoszorút alakítottak ki. A déli oldal második kápolnája  teljes egészében megmaradt, ebből kiderül, hogy a kápolnák egy kivételével keresztboltozattal fedettek és négyzet alaprajzúak voltak. Részben megmaradt a déli oldal harmadik kápolnája is, viszont keresztboltozatos teteje megsemmisült. A középső, a főhajóval szemben emelt kápolna alaprajza bonyolultabb, két részből, egy négyszög alaprajzú területből és a végén egy sokszögű lezárásból áll. Az ásatások során előkerült a kórus egy bárányt ábrázoló záróköve is. Ezen kívül feltártak a 13. század végéről származó töredékes domborműveket is, amelyek az Angyali üdvözletet, valamint Mária és Erzsébet találkozását ábrázolják. A domborművek feltételezhetően az 1278-ban felszentelt főoltárt vagy a valamivel később felállított Szűz Máriának szentelt oltárt díszítették. 

### A VII. Károly árkád
A déli kereszthajót a Saint Pierre-templommal összekötő átjárót VII. Károly-árkádnak nevezik. Az elnevezés téves, mert az árkád az 1330-as években készült egy évszázaddal a király uralkodása előtt. A szerzetesek, akiknek szállásuk a templom mögött volt, ezt az átjárót használták a Notre Dame-templom megközelítésére. Az árkádot gyakran használták a körmenetek során is. 

### A Saint Pierre-templom
A Saint Pierre-templom a 13. századra olyan romos állapotba került, hogy az írott források hiánya miatt 7. századinak gondolták. A templom északi tornyát és a kórust 1332 és 1349 között átépítették és a déli falon árkádokat nyitottak egy mára már eltűnt udvarra. A templomtól déli irányban a Szent Márton-kápolnához közel lehetett egy oratórium, amelyről már a 8. században is említést tettek a források. Az ásatások során előkerült a kápolna 13. századból származó záróköve, amely Szent Filibert és a farkas legendáját ábrázolja. A kórus bordázott mennyezetének falakra nehezedő nyomását támpillérekkel ellensúlyozták. Nem sokkal azután, hogy a kórus és a templomhajó elkészült, a belső pilléreket a tizenkét apostol szobrával díszítették. A szobrok közül többet Duclair-ben (Észak-Franciaország) találták meg, ahova 1791-ben szállították és ahol a plébániatemplomot díszítették. A templom kórusának területén egy kettős síremléket állítottak fel, két a 12. század elején talált holttest részére. A források alapján elképzelhetőnek tűnik, hogy ezek a testek Bavarrai Tasziló és fia, Theodon maradványai voltak, akikek Nagy Károly idejében száműztek és egy 10. századi legenda szerint az apátságban éltek és ott is haltak meg.

### A Karoling-kori épületrész
A legújabb kutatások alapján valószínűsíthető, hogy az épületrész a 9. század harmincas éveiben épült. Az apátságnak ez a része tekinthető Észak-Franciaország legfontosabb Karoling-korból származó emlékének, és az épületegyüttes egyetlen olyan eleme, amely a viking pusztítások után fennmaradt. A templomhajóból két boltív maradt meg a felső részén kettős ablakokkal, alsó felén eredetileg a mellékhajóra nyíló, később egy 10. századi átalakítás során befalazott árkádokkal. Az Szent Kelemennek szentelt északi kápolnát a 11. században lebontották, és a helyén a káptalantermet alakították ki. A főhajóban az árkádok fölött a falakat medalionokkal díszítették, amelyek nyomai ma is láthatók. A 10. századi átépítés során a medalionokat bizánci stílusú festményekkel borították, amelyeknek maradványai a 19. században még felismerhetőek voltak, köztük egy gömböt tartó uralkodónő alakjával. Az oszlopfőket változatos növénymotívumokkal díszítették. Ezek az oszlopfők Normandia egyetlen ismert Karoling-korból származó oszlopfői. Caen-i kőből készültek, és egy bessin-i (Normandia) műhelyből származnak, ahol a 9. század elején egy jelentős kőfaragó-központ működött. A templom nyugati végén egy fedett előcsarnok állt, bejáratának két oldalán négyzet alaprajzú kisméretű tornyokkal, bennük a templomtoronyba nyíló felső szintre vezető lépcsőkkel.

### A kolostor
A kolostorépület teljesen elpusztult, szerkezetéről a legkorábbi információk az 1530-as években, François de Fontenay apát utasítására történt átépítésről fennmaradt forrásokban találhatók. Egy 17. században készült rajz szerint a kolostor nyeregtetővel borított négyszögletes, virágokkal beültetett udvarokat körbezáró épületrészek együttese volt. A kerengő oldalait bonyolult szerkezetű mennyezet fedte, amelyet minden árkád fölött négy részre osztottak és négy lámpás alakú zárókővel díszítettek. A kerengő falait freskókkal borították, amelyek jelenetek mutattak be az apátság korai történetéből, többek között a viking támadások és Hosszúkardú Vilmos korából.

### A káptalanterem
A káptalanteremben intézték a kolostor belügyeit. A szerzetesek a fal mellett felállított padokon ültek, az apát a terem apszisában foglalt helyet. Az apszis viszonylag keskeny a mögötte kialakított átjáró miatt ami a Notre Dame-templomból a Saint Pierre-templomba vezetett, így a káptalanterem  a hasonló román kori termekhez képest szokatlanul széles. A kutatók építését a 11. század végére vagy a 12. század elejére datálják. Bordázott mennyezete egyike volt a normann építészet legkorábbi ilyen típusú mennyezeteinek. Megvilágítását eredetileg három árkáddal oldották meg, amelyeket növénymintás oszlopfőkkel díszítettek. Az árkádokat a középkor vége felé két négyszögletes ablakkal váltották fel. A 12. század elejétől körülbelül másfél évszázadon keresztül a káptalanteremben temették el a kolostor apátjait. A legkorábbi síremlék Urson apáté (†1127) aki a feltételezések szerint a terem építtetője volt. A 13. században a sírokat díszes, égetett agyagból készült lapok borították amelyekről rajzok is fennmaradtak. Az ásatások során pásztorbotok maradványai, ezenkívül bőrruhák és textilek darabjai kerültek elő. 

### A kincstár
A hagyomány szerint a Notre Dame-templom kereszthajója mellett egy 12. században épített teremben volt az apátság kincstára. A dongaboltozattal fedett helyiségben arany és ezüst ereklyetartókat és értékes könyvfedeleket őriztek. A kincstárat többször kifosztották ezenkívül a gyűjtemény számos darabját beolvasztották, illetve egyes darabok elvesztek, így a forradalom előtt a gyűjtemény már csak néhány kevésbé értékes műkincset tartalmazott

### A vendégház
A kolostor mellett a 12. században épült terem eredetileg az apátságba látogató magas rangú vendégek szállásául szolgált. A nagyméretű terem hosszabb oldala meghaladja a harmincöt métert. A helyiséget hét keresztboltozattal fedték be amelyek az oldalfalak mellett elhelyezett pillérkötegekre nehezedtek. Két évszázadon keresztül a szerzetesek számos uralkodót és előkelőséget láttak vendégül rangjuknak megfelelően, később azonban megváltozott a viszonyuk a külvilággal és a továbbiakban csak a terem Notre Dame-templom felőli részét használták a vendégek fogadására.
A terem nyugati végén álló ajtót, amely közvetlen bejárást biztosított a templomba a 13. század közepén befalazták, valószínűleg Rouen érsekének utasítására, aki szerint a túl sok világi személy látogatta az apátságot. Egy 14. századi szöveg szerint a fennmaradó épületrészben szabóműhelyt rendeztek be. A 15. századtól a vendégeket a kolostor déli részében szállásolták el és az egész helyiséget raktárrá alakították át. A vendégház szobordíszítése éles ellentétben áll a temploméval. Mivel világi személyeket szállásoltak el benne a gazdagabban díszítették mint az épületegyüttes többi részét, a kőfaragók legtöbbször geometriai formákat és szakállas emberfejeket ábrázoltak.
A terem északnyugati részén egy különálló helyiséget alakítottak ki, ez lehetett az a hely, ahol a világiak anélkül érintkezhettek a szerzetesekkel, hogy megzavarták volna a kolostor nyugalmát. A mauristák 1665-ben egy felső szintet építettek a vendégházra, ahol a kolostor könyvtárát helyezték el. A könyvtár hamarosan komoly hírnevet szerzett, főleg a filozófiai témájú könyvei miatt. A forradalom előtt a könyvtár több, mint 5400 könyvből és 392 kéziratból állt. 

### A vendégház melletti épületek
A vendégház 12. századi fala mellett két épület maradványai láthatók, amelyek legkorábban egy 1674-ben készült rajzon jelennek meg, de biztosra vehető, hogy ennél korábban épültek. Az épületek kétszintesek voltak, az alsó szinten a kamra és a konyha, a felsőn a hálószobák kaptak helyet. Az épületekben valószínűleg olyan hivatalnokok laktak, akik az apátság világi ügyeit intézték.

### A refektórium
A refektórium épületének csak egy caen-i kővel borított sarka maradt fenn, a kolostor keleti szárnyában. A refektórium 1770 előtti történetéről csak töredékes információk maradtak meg. 1770-ben a szerzetesek a refektóriumot vendégházzá és kórházzá akarták átalakítani, de később erről a tervükről lemondtak. Valószínűsíthető, hogy a középkorban épült refektóriumot már korábban használaton kívül helyezték, és egy kisebb, jobban fűthető helyiségben étkeztek. 

### A pincék
A refektórium végénél, közel a konyhához alakították ki a kolostor pincéjét ahol az élelmiszert és a bort tárolták. A pincébe keskeny lépcső vezet le, és egy középső térből nyíló tizenhárom kisméretű teremből áll. Ez a 14. században épült pince a normann élelmiszerraktárak egyik jelentős példája. A Saint Pierre-templomtól délkeleti irányban egy terasz alatt a 13. század vagy a 14. század elején épült másik pincét hengeres oszlopokon álló bordás mennyezettel fedték le. Ez a pince volt az alapja annak az első épületnek, ahol az apát különálló lakhelyét kialakították és amelyet 1607 és 1613 között átépítettek. Ez a lakhely teljesen elpusztult, a magas kétszintes épületről csak rajzok maradtak fenn. A pincéből keskeny földalatti folyosó vezet a kolostornak ahhoz a részéhez, amelyet Philippe de Luxembourg utasítására építettek 1516-tól az első reform szerzetesek részére.

### Az apátság bejárata
A Saint Pierre-templommal egy vonalban a kolostortól nyugatra áll az apátság bejárata, amely feltételezhetően a kezdetektől ezen a helyen volt. A jelenlegi épület magját a 14. század közepén építették. Eredeti formájában valószínűleg egy középső, nyolcszög alaprajzú oszlopra nehezedő, négy keresztboltozattal borított helyiség lehetett. Az apátságba két különböző méretű bejáraton keresztül lehetett belépni, a magasabb, déli bejáratot a szekerek és lovasok, az alacsonyabb északit a gyalogosok számára alakították ki. Az épület hátsó részén egy lépcsőn keresztül lehetett a felső szintet megközelíteni, ahol a hivatalos találkozókat bonyolították le. 
A kapu fala mellé építették az istállókat és innen osztottak már a 9. századtól ruhát és élelmiszert a rászorulóknak. A bejáratot később az 1780-as években divatossá vált neogótikus stílusban átépítették és a felső szinten az apátság szobordíszítésének megmaradt töredékeit helyezték el. 

### Az apát lakhelye
Az apát lakhelyét 1666 és 1671 között Francois de Harlay apát utasítására egy dombtetőn építették fel a Notre Dame-templom közelében. A kastélyszerű épületből szép kilátás nyílik az apátságra, terasza egy mára elpusztult kertre nézett. A 17. század végén az apátság parkja három falakkal elválasztott részből állt, a Notre Dame-templom mögötti gyümölcsöskertből, egy teraszokkal három szintre osztott virágoskertből a Sainte Pierre-templomtól déli és nyugati irányban, és egy sétányokkal felosztott parkból a főtemplomtól délre. A virágoskert legfeltűnőbb megmaradt része egy kettős lépcsősor a Sainte Pierre-templomtól déli irányban. Az apát lakhelye előtti területet néhány évvel ezelőtt az 1900-as évek elején alkotó Achille Duchêne kerttervező rajzai alapján alakították át.